# 極悪の流儀
『極悪の流儀』（ごくあくのりゅうぎ、原題:Mojave）は2015年にアメリカ合衆国で公開された犯罪映画である。監督はウィリアム・モナハン、主演はオスカー・アイザックとギャレット・ヘドランドが務めた。本作は日本国内で劇場公開されなかったが、2016年12月2日にDVDが発売された。

## ストーリー
トーマス（トム）は映画監督としてハリウッドで活躍していた。ある日、トムは酷い二日酔いの中で目を覚ました。前日のパーティーで飲み明かしたのが祟ったのである。トムがふとベッドに目をやると、そこには見知らぬ女性が眠っていた。気まずい雰囲気になることを恐れたトムは、女性を起こさぬまま砂漠へと向かった。砂漠で一人沈思黙考することでインスピレーションを得ていたトムだったが、今回に限って邪魔が入った。ジャックと名乗る怪しげな男と遭遇してしまったのである。ジャックがライフルを持っているのを見たトムは彼を物取りの類いと認識し、隙を突いてライフルを奪い取った。ジャックは隠し持っていたナイフで応戦してきたが、トムは護身用のナイフで何とか自体を切り抜けることに成功した。
道中の事故が原因で、トムは砂漠を歩いて帰還する羽目になった。洞窟で夜を明かしていると、トムは入り口に人間の気配を感じ取った。「昨夜の物取りが懲りもせずまたやってきた」と思い込んだトムは人影に向かって発砲するが、その人影はジャックではなく保安官であった。仰天したトムだったが、ライフルの指紋を拭き取り、それを現場に残したまま洞窟を後にした。ライフルの持ち主であるジャックに罪を着せようとしたのである。その頃、ジャックはトムの車を発見しており、中に残されていた書類の束からトムの身元を特定していた。ジャックは保安官殺しのネタでトムを恐喝できると考え、ヒッチハイクでロサンゼルスに向かった。
ジャックの予期せぬ行動に動転したものの、手練れの悪党であるトムはすぐさま対抗策を思いついた。応酬の末、2人はことの始まりとなった砂漠で全ての決着を付けることにした。

## キャスト
- オスカー・アイザック - ジョン・ジャクソン（ジャック）（吹替：佐藤せつじ）
- ギャレット・ヘドランド - トーマス（トム）（吹替：三上哲）
- マーク・ウォールバーグ - ノーマン（吹替：咲野俊介）
- ウォルトン・ゴギンズ - ジム
- ルイーズ・ブルゴワン - ミリー（吹替：小嶋美早紀）
- フラン・クランツ - ボブ
- ダニア・ラミレス - ボーモント刑事
- マット・L・ジョーンズ - ルイス
- カイリー・ロジャーズ - ソフィー
- オリヴァー・クーパー - ニコラス（ニック）

## 製作
2012年3月22日、アトラス・インディペンデントがウィリアム・モナハン監督の新作映画に出資することになったとの報道があった。12月4日、オスカー・アイザックとジェイソン・クラークの出演が決まったと報じられた。
2013年5月16日、ギャレット・ヘドランドがキャスト入りした。7月18日、ルイーズ・ブルゴワンが本作に出演することになったと報じられた。9月27日、ウォルトン・ゴギンズが起用されたとの報道があった。同日、本作の主要撮影がモハーヴェ砂漠とロサンゼルスで始まった。10月2日、フラン・クランツの出演が決まった。
2014年3月24日、マーク・ウォールバーグが本作の撮影に参加していたことを明かした。7月10日、アンドリュー・ヒューイットが本作で使用される楽曲を手掛けることになったと報じられた。

## 公開・マーケティング
2013年11月7日、本作の劇中写真が公開された。2015年4月18日、本作はトライベッカ映画祭でプレミア上映された。24日、A24とディレクTVが本作の全米配給権を購入したと報じられた。

## 評価
本作に対する批評家の評価は芳しいものではない。映画批評集積サイトのRotten Tomatoesには64件のレビューがあり、批評家支持率は31%、平均点は10点満点で4.7点となっている。また、Metacriticには21件のレビューがあり、加重平均値は44/100となっている。